# Fraubrunnen
Fraubrunnen es una comuna suiza del cantón de Berna, situada en el distrito administrativo de Berna-Mittelland. Limita al norte con Schalunen, Bätterkinden y Aefligen, al este con Rüdtligen-Alchenflüh y Lyssach, al sur con Kernenried, Zauggenried y Grafenried, y al oeste con Etzelkofen y Büren zum Hof.
Hasta el 31 de diciembre de 2009, había sido la capital del desaparecido distrito de Fraubrunnen. Y el 1 de enero de 2014 las comunas de Büren zum Hof, Etzelkofen, Grafenried, Limpach, Mülchi, Schalunen y Zauggenried se fusionaron en la comuna de Fraubrunnen.

## Historia

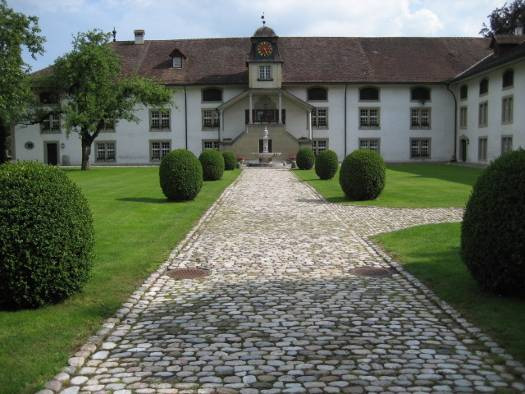
Fachada norte del Monasterio de Fraubrunnen.

Fraubrunnen es mencionado por primera vez en 1276 como Frouwenbrunnen. A mediados del siglo XIII, el Monasterio de Fraubrunnen fue fundado por monjas Cistercienses. Por un tiempo el monasterio fue un poderoso terrateniente en el área de lo que fue el Distrito de Fraubrunnen. Sin embargo, en 1528 el monasterio fue secularizado durante la Reforma Protestante.

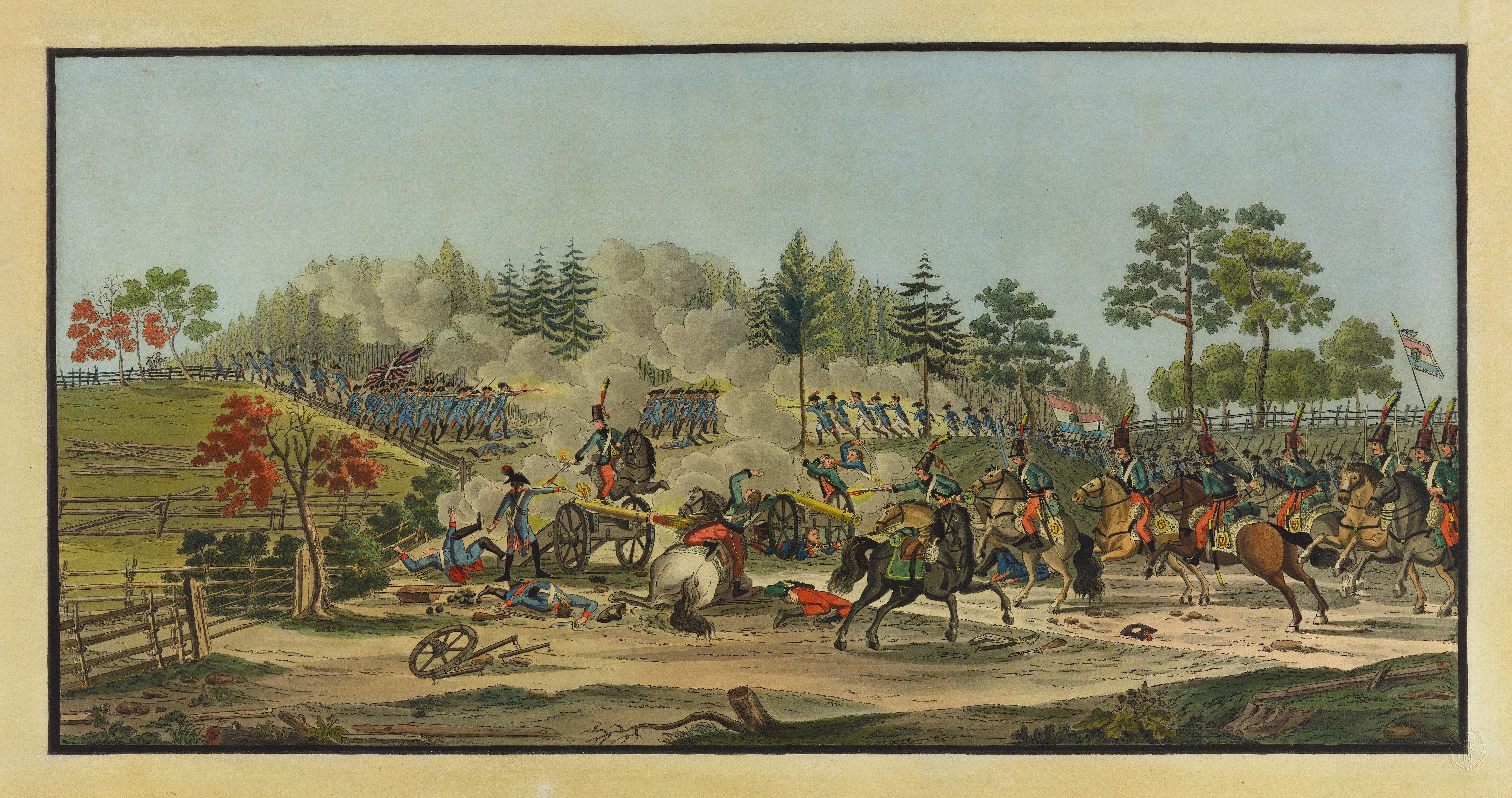
Batalla de 1798

En 1798, las tropas de Napoleón invadieron Suiza, En respuesta, Berna envió un ejército hacia el norte, hacia los franceses. El 5 de marzo de 1798 las tropas bernesas se encontraron con las francesas cerca de Fraubrunnen. La batalla entre 35000 tropas francesas y 20000 tropas bernesas terminó en una victoria decisiva para los franceses. Esta derrota llevo a la capitulación de Suiza.

## Demografía
Fraubrunnen tiene una población (a diciembre de 2020) de 5203 habitantes. En 2010, el 5,9% de la población eran extranjeros.
Entre los años 2000 y 2010 la población había cambiado a una tasa del 11,9%. La migración representó el 5,8%, mientras que los nacimientos y las muertes representaron el 5,2%.
La mayoría de la población (en 2000) habla alemán (1534 o 95,5%) como primer idioma, el francés es el segundo más común (13 o 0,8%) y el italiano es el tercero (10 o 0,6%).
En 2008, la población era 49,2% masculina y 50,8% femenina. La población estaba compuesta por 823 hombres suizos (46,4% de la población) y 49 (2,8%) hombres no suizos. Había 846 mujeres suizas (47,7%) y 56 (3,2%) mujeres no suizas.
De la población de la comuna, el 19,6% nació en Fraubrunnen y vivían allí en 2000. El 48,0% nació en el mismo cantón, mientras que el 22,2% nació en otro lugar de Suiza y el 7,1% nació fuera de Suiza.
En 2010, los niños y adolescentes (de 0 a 19 años) constituían el 23,4% de la población, mientras que los adultos (de 20 a 64 años) representaban el 60,9% y las personas mayores (mayores de 64 años) representaban el 15,6%.
En 2000, había 660 personas solteras en la comuna, 841 personas casadas, 51 viudas o viudos y 55 personas divorciadas.
En 2000, había 138 hogares compuestos por una sola persona y 47 hogares con cinco o más personas. Un total de 613 departamentos (92,9% del total) estaban ocupados permanentemente, mientras que 24 departamentos (3,6%) estaban ocupados estacionalmente y 23 departamentos (3,5%) estaban vacíos. En 2010, la tasa de construcción de nuevas viviendas era de 3,9 nuevas unidades por cada 1000 residentes. La tasa de desocupación de la comuna, en 2011, fue del 0,38%.
| Año           | 1850 | 1860 | 1870 | 1880 | 1890 | 1900 | 1910 | 1920 | 1930 | 1940 | 1950 | 1960 | 1970 | 1980 | 1990 | 2000 |
| ------------- | ---- | ---- | ---- | ---- | ---- | ---- | ---- | ---- | ---- | ---- | ---- | ---- | ---- | ---- | ---- | ---- |
| Fraubrunnen   | 525  | 511  | 519  | 492  | 485  | 456  | 415  | 495  | 474  | 518  | 638  | 634  | 726  | 951  | 1493 | 1607 |
| Büren zum Hof | 457  | 385  | 348  | 350  | 304  | 319  | 297  | 282  | 323  | 333  | 339  | 320  | 345  | 378  | 380  | 431  |
| Etzelkofen    | 353  | 343  | 331  | 286  | 286  | 275  | 275  | 260  | 260  | 253  | 267  | 272  | 256  | 243  | 312  | 358  |
| Grafenried    | 640  | 639  | 642  | 634  | 617  | 556  | 526  | 602  | 652  | 643  | 692  | 690  | 717  | 648  | 741  | 899  |
| Limpach       | 426  | 441  | 474  | 475  | 458  | 407  | 424  | 420  | 400  | 379  | 396  | 362  | 338  | 312  | 310  | 316  |
| Mülchi        | 380  | 339  | 310  | 306  | 326  | 282  | 306  | 283  | 279  | 282  | 295  | 272  | 253  | 227  | 214  | 245  |
| Schalunen     | 135  | 140  | 135  | 131  | 109  | 121  | 139  | 174  | 163  | 176  | 193  | 160  | 138  | 255  | 344  | 350  |
| Zauggenried   | 377  | 355  | 333  | 349  | 327  | 355  | 323  | 331  | 319  | 334  | 329  | 360  | 339  | 288  | 293  | 301  |